# Pleopeltis simiana
Pleopeltis simiana là một loài thực vật có mạch trong họ Polypodiaceae. Loài này được (Schelpe & N.C. Anthony) N.R. Crouch & Klopper mô tả khoa học đầu tiên năm 2010.